# Esteban Kotromanić
Esteban I Kotromanić (en bosnio: Stjepan I) (1242-1314) fue el Ban de Bosnia de 1287 a 1290 junto con el Ban Prijezda II y 1290-1314 en solitario como vasallo del Reino de Hungría. Él es el fundador epónimo de la Casa de Kotromanić.

## Origen
Su ascendencia no se conoce con precisión. Se cree que era hijo de un noble alemán al servicio del caballero Gotfrid, fundador de la familia Kelad que viajó a Bosnia para establecer el poder húngaro en la zona en 1162 o 1163. El padre de Esteban cofirmó los decretos para Bosnia en la  Iglesia de Split en 1163 junto al Rey húngaro Esteban. Al parecer, el Esteban III le había invitado a establecerse como gobernante regional en representación de Hungría por los éxitos logrados anteriormente por su familia. Kotroman gobernó como un vasallo de este Rey. Los archivos de Dubrovnik, del siglo XV, se refieren a él como "Cotrumano Goto", es decir, Kotroman el alemán. También se ha especulado que Kotroman podría haber sido hijo del Ban de Bosnia Prijezda I.

## Biografía

### Antes del Banato
Desde 1287, cuando su padre, el Ban Prijezda I se retiró del poder, Kotroman gobernó conjuntamente con su hermano, el Ban Prijezda II. Kotroman y Prijezda se repartieron el país, y Kotroman gobernó Bosnia oriental. Tras la muerte de Prijezda II, Kotroman se convirtió en el Ban de toda Bosnia, hacia 1290.

### Matrimonio
En 1284 se casó con Isabel de Serbia, hija del Rey de Sirmia, Esteban Dragutin de la Casa de Nemanjić, y la Reina Catalina, hija del Rey húngaro Estebab V y de Isabel la Cumana. Dragutin ya controlaba dos banatos en Bosnia: Usora y Soli y Kotroman inmediatamente pasó a estar bajo su influencia – muchos de sus actos fueron por órdenes de Dragutin. El matrimonio fue político y concertado por el Ban Prijezda II que había intentado forjar una alianza con Esteban Dragutin.

### Guerra de Sucesión Húngara
En 1290 murió el Rey húngaro Ladislao IV sin dejar herederos al trono. El primo de Ladislao IV, Andrés, fue coronado Rey, a pesar del deseo de la hermana de Ladislao, María de Hungría, Reina de Nápoles, que quería situar a su hijo, Carlos Martel como nuevo Rey. El partido de este último tenía muchos apoyos y el Papa Nicolás IV coronó a Carlos como Rey de Hungría. Este movimiento fue apoyado por la más poderosa nobleza croata, los Šubićs, Príncipes de Bribir. Como jefe de la familia, Pablo Šubić era también yerno de Esteban Dragutin, las conexiones familiares hicieron que Kotroman diera su apoyo a la coronación de Carlos Martel. Para aumentar su influencia en el reino de Kotroman, Carlos publicó numerosos edictos que repartía tierras a la pequeña nobleza para conseguir su apoyo. Parece que entregó el reino de Bosnia a los Šubićs. Carlos murió inesperadamente en 1295, antes de concluir la campaña para alzarse con el poder en Hungría. La Reina de Nápoles y hermana de Ladislao IV, María, decidió entonces poner a su nieto, el hijo de Carlos, también llamado Carlos  en el trono, como el futuro Rey de Hungría. Este segundo Carlos fue proclamado Carlos I de Hungría por el papa Bonifacio VIII a los doce años de edad en 1297. Pablo Šubić se autoproclamó Dominus de Bosnia en 1299 y otorgó el título de Ban de Bosnia a su hermano, Mladen I Šubić. Todas las tierras de Kotroman, excepto los Bordes Inferiores, que serían gobernados por el Príncipe Hrvatin Stjepanić como vasallo de los Šubićs, pasaron a manos de la Casa de Šubić, lo que fue confirmado por el rey. Pablo Šubić quería traer a Carlos I Roberto de Split a Zagreb, que se convertiría en la estación principal de su campaña contra el Rey Andrés II de Hungría. Durante los preparativos, Andrés III murió de forma inesperada y Carlos Roberto asumió el trono húngaro, aunque tuvo que luchar contra numerosos opositores a su régimen hasta el año 1309.

### Las guerras internas
Esteban Kotroman había conseguido hacer frente al crecimiento del poder de los Šubićs en Bosnia, pero hacía 1302 había perdido el control de gran parte de sus tierras ante Mladen I Šubić. No obstante, Kotroman no fue totalmente derrotado, ya que fue capaz de conservar algo de sinfluencia y poder en Bosnia. Su suegro, el Rey Esteban Dragutin debido a la guerra sucesoria que había estallado en Serbia entre él y su hermano, el Rey Esteban Mutilin. Además, durante los conflictos por la corona húngara, Dragutin había intentado postular asu hijo Vladislav como el nuevo Rey de Hungría.
Pese a las muchas dificultades, Esteban Kotroman consiguió mantenerse. La guerra se convirtió en un conflicto religioso, ya que Mladen I Šubić lanzó una campaña para exterminar a los seguidores de la Iglesia bosnia – los kristjani. Esto hizo girar el conflicto en favor de Kotroman, ya que numerosos kristjani se unieron a sus filas. Después de su muerte, Pablo Šubić se proclamó en 1305 "señor de Toda Bosnia".

### Fin del reinado
El reinado de Pablo reinado no duró mucho ya que murió en 1312. El decepcionado Ban Esteban murió en 1314, antes de poder hacer algo.

## Descendencia
Esteban e Isabel tuvieron siete hijos:
- Vladislav
- Ninoslaus
- Esteban
- otro hijo
- Catalina, casada con el Príncipe Nicolás de Zahumlje en 1338
- María

Esteban II sucedió a Kotroman como Ban de Bosnia; pero tuvo que huir a la República de Ragusa, para esconderse de los Šubićs junto asus hermanos y su madre, Elizabeth.

## Nombre
Se le menciona en ocasiones como Esteban Kotroman o Stjepan Kotroman, siendo el primero de la Kotroman en llamarse Esteban, que se deriva del griego de la palabra "Stephanos", que significa "coronado". Kotroman tomó el apodo de "Esteban" para emular su poder, como había hecho la Dinastía Nemanjić.